# Dzagikavan
Dzagikavan (też Musallam) – wieś w Armenii, w prowincji Sjunik. W 2011 roku liczyła 57 mieszkańców.